# تصرف جزایر سلیمان توسط ژاپن
تصرف جزایر سلیمان توسط ژاپن (انگلیسی: Japanese occupation of the Solomon Islands) دوره ای از تاریخ جزایر سلیمان بود بین سالهای ۱۹۴۲ و ۱۹۴۵ هنگامی که نیروهای امپراتوری ژاپن در طول جنگ جهانی دوم جزایر سلیمان را اشغال کردند.